# Proitos
Proitos (latinsky Proetus) byl v řecké mytologii synem argejského krále Abanta.
Proitos měl bratra Akrisia a jejich otec jim oběma odkázal své království a přikázal, aby vládli střídavě. Bylo známo, že oba bratři si byli velkými nepřáteli, prý „jejich spor začal ještě v lůně“. Tam ale neskončil, naopak se ještě prohloubil poté, co Proitos svedl Akrisiovu dceru Danaé a „sotva unikl živý“.
Když ho Akrisios po otcově smrti vyhnal z Argu, odešel Proitos do nedalekého Tírynthu a pozval si Kyklopy, jednooké obry, aby mu postavili pevný mohutný hrad. Tam potom vládl jako první tírynthský král.
Oženil se s dcerou lydského krále Íobata Anteou či Stheneboiou. Byla to nemravná a bezcharakterní žena. Zamilovala se do mladého Bellerofonta, když našel útočiště v Tírynthu. Pokusila se ho svést, on ji odmítl a ona obvinila u svého manžela ze stejného činu. Proitos ho nechtěl trestat, poslal ho ke králi Íobatovi. Ten ho rovněž nepotrestal, ale uložil mu těžký úkol: zabít obludu Chiméru. Jenže Bellerofón úkol s pomocí svého koně Pégasa splnil a vrátil se do Tírynthu. Když Antea nepřestávala s intrikami, navrhl jí společný útěk a cestou ji shodil do moře, kde utonula.
Proitos a Antea měli dcery Lýsippu, Ífinu a Ífianassu. Všechny byly krásné, ale také bezbožné. Nechovaly v úctě boha Dionýsa a ten na ně za trest seslal šílenství. Z něj je vyléčil messénský věštec Melampús, který se poté s jednou z dcer oženil. Druhou si vzal jeho bratr Biás. Mezi ně dva potom rozdělil Proitos své království tak, že Melampús dostal dvě třetiny a Biás jednu.
Další osudy Proitovy jsou vyprávěny různě. Jedna verze praví, že za nepřátelství k Akrisiovi ho zahubil jeho vnuk Perseus, který mu nabídl pohled na hlavu strašné Medúsy a Proitos se proměnil v kámen.
Jeho hrad v Tírynthu přetrval však věky. Byl považován za div světa. Jeho sedmnáctimetrové hradby z ohromných kvádrů přetrvaly věky a je to ještě stále nejsilnějsi opevněný hrad na světě.